# Фролов (Волгоградская область)
Фролов — хутор, входит в состав Карагичевской сельской территории городского округа «город Михайловка» Волгоградской области России.

## История
Хутор Войска Донского, возник ранее 1802 года. Упоминается на генеральной карте Земли Войска Донскаго (1823).
Фролов упоминается в списках населенных мест 1853 года (РГИА ф. 1290, оп. 1, д. 76 «Списки населенных мест со сведениями об их расположении и народонаселении по округам Донской области. Годовой отчет по г. Новочеркасску за 1853 г. Донская область»).
х. Фралов, при речке Березовой, числится в приходе Троицкой церкви Нижне-Чирской станицы Численность прихожан — 282 души обоего пола.

## География
Расположен в северо-западной части области, в лесостепи, в пределах Приволжской возвышенности, являющейся частью Восточно-Европейской равнины, по левобережью реки Кумылга.
Уличная сеть состоит из четырёх географических объектов: Казачий пер., ул. Новая, ул. Речная, ул. Центральная.
Абсолютная высота 79 метров над уровня моря
.
Часовой пояс
Фролов, как и вся Волгоградская область, находится в часовой зоне МСК (московское время). Смещение применяемого времени относительно UTC составляет +3:00.

## Население
| 2010 |
| ---- |
| 67   |

Гендерный состав
По данным Всероссийской переписи населения 2010 года в гендерной структуре населения из 67 человек мужчин — 37, женщин — 30 (55,2 и 44,8 % соответственно).
Национальный состав
Согласно результатам переписи 2002 года, в национальной структуре населения
русские составляли 84 % из общей численности населения в 67 человек

## Инфраструктура
Развитое сельское хозяйство. Личное подсобное хозяйство.

## Транспорт
Просёлочные дороги.